# Laura Aguilar
Laura Aguilar (26 de outubro de 1959 - 25 de abril de 2018) foi uma fotógrafa americana. Ela nasceu com dislexia auditiva e atribuiu seu início na fotografia ao irmão, que lhe mostrou como se desenvolver impressões de modo analógico. Embora tenha sido autodidata, ela frequentou alguns cursos de fotografia na East Los Angeles College, onde também realizou sua segunda exposição individual, Laura Aguilar: Show and Tell. Aguilar ficou conhecida por seu trabalho em retratos e, principalmente, seus autorretratos. Seu assunto se concentrava em comunidades marginalizadas, incluindo pessoas LGBT e latinos.

## Biografia
Aguilar era filha de um pai imigrante mexicano-americano e uma mãe de ascendência mista mexicana e irlandesa. Ela tinha dislexia auditiva e desde cedo desenvolveu um interesse pela fotografia como meio. Ela estudou na Schurr High School em Montebello, Califórnia. Em 1987, durante uma aula de fotografia no colégio, ela conheceu Gil Cuadros, um poeta mexicano-americano que foi diagnosticado com AIDS. Cuadros acompanharia Aguilar ao centro de Los Angeles para tirar fotos.
A artista iniciou seu trabalho em fotógrafa nos anos 1980. Ela participou do The Friends of Photography Workshop e do Santa Fe Photographic Workshop.
Seu trabalho centra-se na forma humana e desafia padrões de beleza construídos socialmente pela contemporaneidade ao focar em lésbicas latinas, pessoas negras e pessoas obesas. De acordo com a crítica, ela costumava usar o autorretrato para chegar a um acordo com seu próprio corpo enquanto desafiava as normas sociais de sexualidade, classe, gênero e raça. Em sua série Stillness (1996-99), Motion (1999) e Center (2001), ela, de acordo com a crítica, fundiu o retrato com os gêneros da paisagem e da natureza-morta. Aguilar afirmou que o seu objetivo artístico era "criar imagens fotográficas que retratem a experiência humana com sensibilidade, revelada através da vida de pessoas lésbicas/gays e/ou comunidades de cor."
Os trabalhos de Aguilar apareceram em mais de 50 exposições nacionais e internacionais, incluindo a Bienal de Veneza de 1993, Itália; a Los Angeles City Hall Bridge Gallery, a Los Angeles Contemporary Exhibitions (LACE), Los Angeles Photography Center, a Women's Center Gallery da University of California em Santa Barbara, e a exposição da Artpace Visabilities : Intrepid Women of Artpace. Ela recebeu o prêmio Anonymous Was A Woman em 2000 e o prêmio James D. Phelan de fotografia em 1995. Ela teve sua primeira retrospectiva no Vincent Price Art Museum no East Los Angeles College como parte da série de exposições Pacific Standard Time LA / LA em 2017-18. A exposição também fez paradas em Miami, FL, no Frost Art Museum e no National Museum of Mexican Art em Chicago, IL. Foi inaugurado no Leslie-Lohman Museum of Art em Nova York na primavera de 2021.
Aguilar morreu de complicações de diabetes em uma casa de repouso de Long Beach, Califórnia, Colonial Care Center, aos 58 anos de idade.

## Coleções
Seu trabalho é mantido em várias coleções públicas, incluindo o Instituto Kinsey para Pesquisa em Sexo, Gênero e Reprodução, Universidade de Indiana, Bloomington; Museu de Arte do Condado de Los Angeles; Museu de Arte Contemporânea, Los Angeles; e o New Museum de Arte Contemporânea de Nova York.

## Trabalho
Muito do trabalho de Aguilar é autorretratos nus, essas séries incluem Quietude, Janela (Nikki on My Mind), Movimento , Grounded, Centro e Autorretratos da Natureza
Série Clothed/Unclothed (1990-1994) Uma série de dípticos retratando uma variedade de assuntos, incluindo pessoas de comunidades LGBT, heterossexuais, latinas e negras. A primeira fotografia mostra os sujeitos vestidos e a segunda despidos.
In Sandy's Room 1989 is a self-portrait. Mostra Laura deitada em uma cadeira e de frente para uma janela aberta.
Three Eagles Flying 1990 é um tríptico. No centro, Aguilar é amarrada por cordas com a bandeira mexicana enrolada na cabeça e a americana na cintura. A águia da bandeira mexicana cobre seu rosto. O painel à esquerda é uma foto da bandeira mexicana e à direita está a bandeira americana.
Latina Lesbian Series 1986-1990 é uma série de retratos em preto e branco de mulheres lésbicas encomendados principalmente por Yolanda Retter, patrocinado pela Connexxus, abaixo de cada retrato há notas manuscritas das mulheres nas fotos.
Plush Pony Series 1992 é a tentativa de Aguilar de mostrar todos os lados da comunidade lésbica latina. Aguilar se instalou no bar lésbico do leste de Los Angeles chamado The Plush Pony e tirou fotos das clientes criando uma série de retratos em preto e branco da classe trabalhadora local.

## Recepção crítica
A crítica e a academia identificam intimamente o trabalho de Aguilar com o feminismo Chicano; uma escritora observa que "Aguilar conscientemente se afasta das imagens socialmente normativas dos corpos femininos chicanos e as desassocia da nostalgia ou idealizações centradas no homem". Chon A. Noriega, diretor do UCLA Chicano Studies Research Center, observa que o trabalho de Aguilar é incomum pela maneira como ela "colabora com sujeitos que são seus pares, de modo que seus trabalhos não tratam de diferenciais de poder entre fotógrafo e sujeito, como costuma acontecer, embora de forma implícita o caso com... a própria tradição do documentário social ". Ao fazer referência ao trabalho de Aguilar, Três Águias Voando, Charlene Villasenor Black, professora da UCLA que ensina o trabalho de Aguilar em seus cursos de história da arte e estudos Chicanx, diz: "[Aguilar] desafia a ideia do nu feminino - um dos gêneros mais importantes na arte ocidental - como o objeto passivo do olhar masculino. É muito claro que ela conhece a tradição e é capaz de repetir certos elementos do cânone de tal forma que nos mostra o quão instável é esse significado e questiona essas ideias essencializadas sobre as mulheres”. Seus autorretratos mais recentes, de acordo com a crítica, navegam em seu cruzamento pessoal de identidades como latina, lésbica, disléxica e obesa. Sua série mais conhecida costuma ser considerada Latina Lesbians (1986-89), a qual ela começou a fim de ajudar a mostrar uma imagem positiva de lésbicas latinas para uma conferência de saúde mental. Outros trabalhos populares incluem Clothed / Unclothed (1990–94), Plush Pony (1992) e Grounded (2006–07), sendo o último seu primeiro trabalho feito em cores. O revisor A.M. Rousseau observa: "[Aguilar] torna público o que é mais privado. Com esse ato arriscado, ela transgride imagens familiares de representação do corpo humano e substitui estereótipos por imagens de autodefinição. Ela reclama seu corpo para si mesma."